# Herressen-Sulzbach
Herressen-Sulzbach ist ein Ortsteil der Stadt Apolda (seit 1993) im Nordosten des Landkreises Weimarer Land. Die Gemeinde entstand am 1. Juli 1950 mit dem Zusammenschluss der bisherigen Gemeinden Herressen und Sulzbach.

## Geschichte

### Ortsteil Herressen

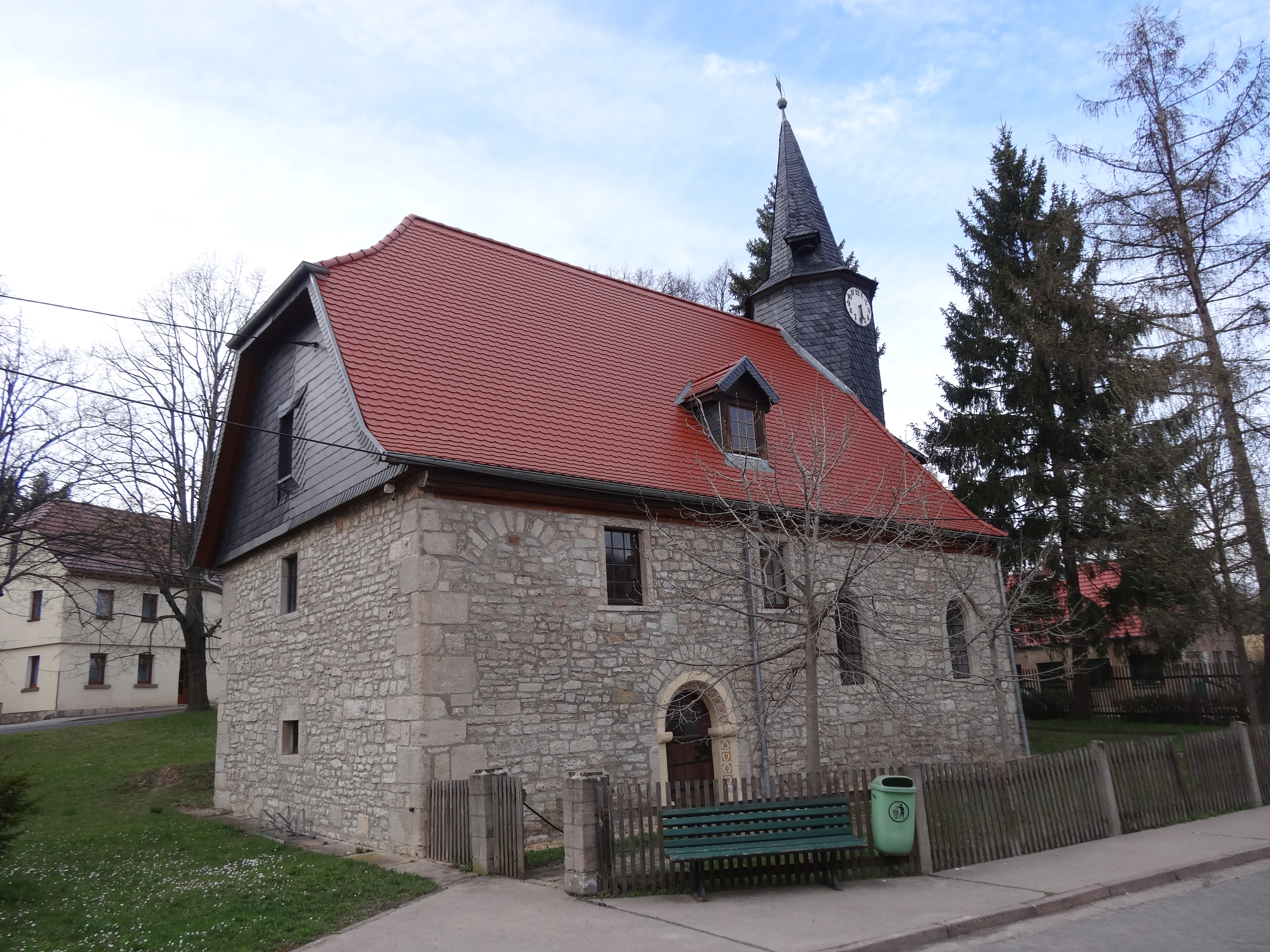
Kirche Herressen-Sulzbach

Die urkundliche Ersterwähnung fällt in das Jahr 1209. Dort wird der Ort als „Hircen“ erwähnt, was so viel wie „vom Hirsche“ heißt. Im 13. Jahrhundert werden Dienstadlige "von Herressen" erwähnt, die später in Urkunden "Ritter von Apolda" genannt werden. In der Mitte des gleichen Jahrhunderts erfolgt die Nennung der Ortschaften Herressen und Sulzbach in Urkunden des Marienstifts aus Erfurt. Im Jahre 1629 wurde die Kirche des Ortes errichtet. Sie wurde von 1772 (Veränderung der Fenster) bis 1778 (Veränderung des Daches) umgebaut. 1922 sollten die Gemeinden Herressen, Sulzbach und Oberndorf zusammengeschlossen werden. Da die Orte auf ihrer Eigenständigkeit beharrten, wurden diese Pläne 1923 verworfen.
Um 1880 wurde die Herressener Promenade angelegt, welche vom Apoldaer Verschönerungsverein in den 1920er Jahren ausgebaut wurde. Sie dient heute als Naherholungsgebiet und verbindet die Innenstadt Apoldas mit dem Ortsteil Herressen-Sulzbach.

### Ortsteil Sulzbach

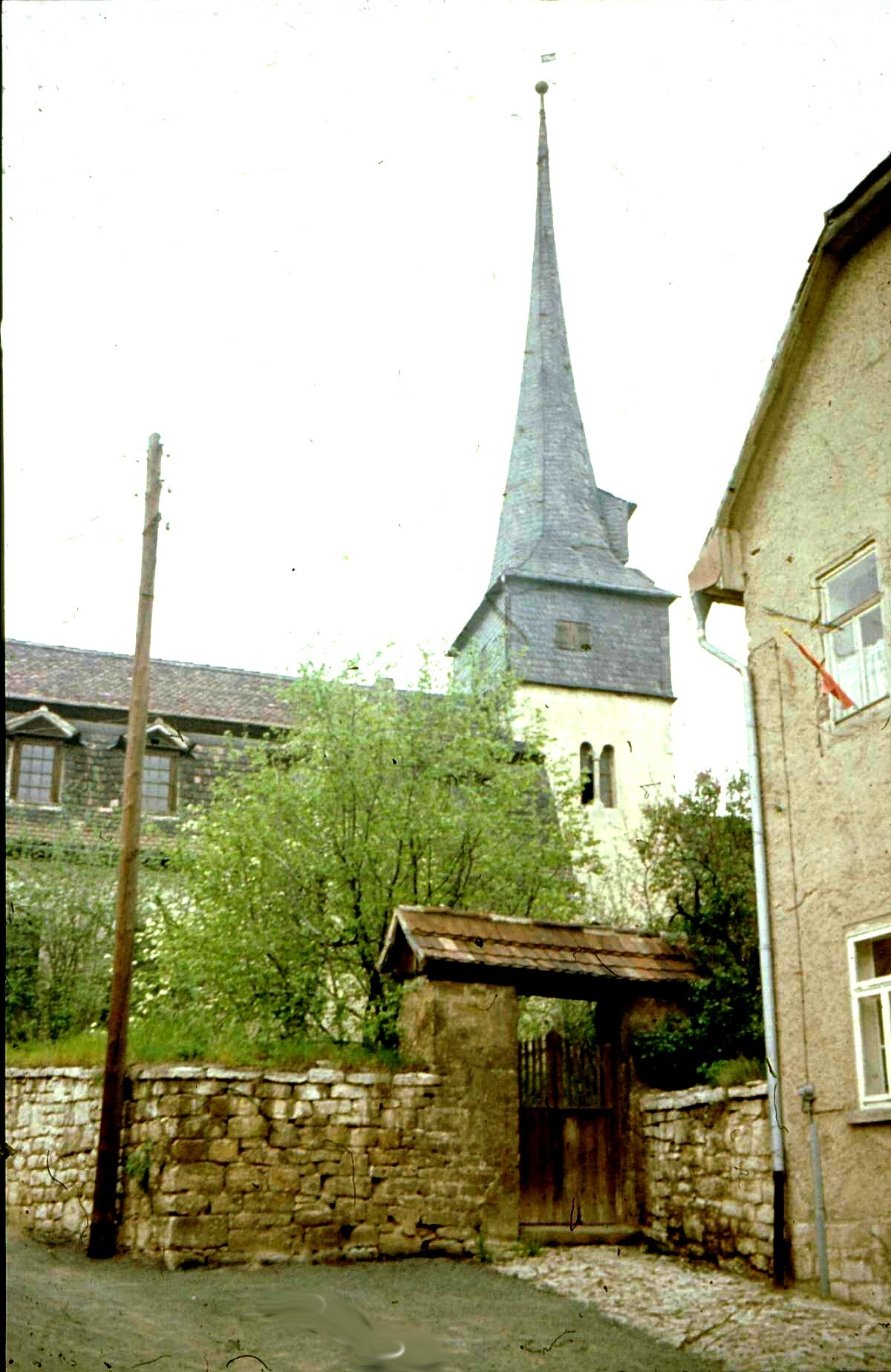
Evangelische Kirche Sulzbach, 1976

Der Ort Sulzbach wird 876 erstmals urkundlich erwähnt. Der Bau der Kirche soll in das Ende des 12. Jahrhunderts fallen. In den Jahren 1655 und 1777 wurden Umbauarbeiten an der Kirche vorgenommen. Die Glocke der Kirche, welche aus dem 13. Jahrhundert stammt, trägt eine rätselhafte Inschrift.

### Herressen-Sulzbach
Bereits 1922 gab es Bestrebungen, die Gemeinden Herressen, Sulzbach und Oberndorf zu einer Einheitsgemeinde zu verschmelzen, was 1923 an den Vorbehalten der Einzelgemeinden scheiterte.
Am 1. Juli 1950 wurde Sulzbach nach Herressen eingemeindet. Durch einen Bürgerentscheid nach der Wende wurde die Gemeinde Anfang der 1990er Jahre in Herressen-Sulzbach umbenannt.

### Einwohnerentwicklung seit 1996
| Jahr | Einwohner |
| ---- | --------- |
| 1996 | 638       |
| 1997 | 638       |
| 1998 | 637       |
| 1999 | 638       |

| Jahr | Einwohner |
| ---- | --------- |
| 2000 | 642       |
| 2001 | 648       |
| 2002 | 634       |
| 2003 | 647       |

| Jahr | Einwohner |
| ---- | --------- |
| 2004 | 623       |
| 2005 | 615       |
| 2006 | 598       |
| 2007 | 602       |

## Persönlichkeiten
- Klaus Koch (1926–2019), in Sulzbach geborener evangelischer Theologe und Hochschullehrer und Professor für Religionsgeschichte an der Universität Hamburg
- Gebhard Koch (1928–2013), in Sulzbach geborener Molekularbiologe und Hochschullehrer